# Roger Michel Erasmy
Roger Michel Erasmy, né le 7 juin 1939 à Luxembourg et mort le 3 novembre 2015 à Jurançon, est un auteur spécialiste de Salvador Dalí. Il s'est fait connaître par l'ouvrage Codex Dalianus.

## Biographie
Roger Michel Erasmy est directeur commercial avant de devenir secrétaire au service d'expansion économique de l'ambassade de France au Luxembourg. Dans le Who's Who, il est mentionné que Roger Michel Erasmy est chevalier de l'Ordre du Mérite A.D.N Luxembourg en 1972. Il est organisateur du Festival du livre de Salies-du-Salat (Haute-Garonne) de 1989 à 1990, directeur de la publication Petit Courrier Culturel Abrégé. Depuis 1995, Roger Erasmy organise des voyages de la découverte sur la route dalinienne de la région espagnole Empordà-Costa Brava. Ses origines, comme également son expérience des dossiers communautaires, expliquent sa parfaite connaissance des questions européennes qui figurent dans ses écrits révélateurs, lesquels font de lui un décodeur de l'œuvre de Salvador Dalí. En débarquant en 1982 à la gare de Perpignan, Erasmy pense avoir découvert les codes de la méthode paranoïaque-critique de Dalí. Depuis 1984, Erasmy a décortiqué l'œuvre pictural de l'artiste et exploré les hauts lieux de sa créativité. Erasmy pense avoir compris que les visions délirantes de Dalí correspondent à un stupéfiant réalisme géopolitique. Son premier livre, intitulé Le Mystère de la gare de Perpignan, paru en 1985, cherche à établir les certitudes du peintre catalan. En 1989, la publication du Codex Dalianus tente de faire la démonstration de la vocation messianique du génial artiste. Vingt-sept années d'investigations systématiques en Catalogne essayent d'accumuler les preuves que les troublantes peintures du maître du surréalisme constituent un invraisemblable scénario du futur.

## Œuvres littéraires
Depuis 1984, toutes les activités de Roger Michel Erasmy sont orchestrées autour de ses théories relatives aux sources du génie de Salvador Dalí. La publication de cinq livres révélateurs dans la série « Codex Dalianus » (Dalí décodé) a été complétée par un cycle de conférences, données essentiellement dans les villes de Nice, Toulouse, Barcelone, Luxembourg, Perpignan, Menton, Foix, Marseille. L’édition d’ouvrages consacrés à Salvador Dalí a été doublée en 1992 par la publication d'un guide olympique à l'occasion des Jeux olympiques d'été de 1992 à Barcelone.

### Publications
- Le Mystère de la gare de Perpignan : élucidé et expliqué par Roger Michel Erasmy, R.M. Erasmy, 1985, 294 p. (BNF 34776284)
- Codex Dalianus : indicateur ésotérique des prévisions paranoïaques-critiques de Salvador Dali, Rasiguères, R.-M. Erasmy, 1987, 12 p. (ISBN 2-87956-001-2, BNF 35519427)
- Codex Dalianus : indicateur ésotérique des prévisions paranoïaques-critiques de Salvador Dali, Salies-du-Salat, R.-M. Erasmy, 1989, 245 p. (ISBN 2-87956-002-0, BNF 35023862)
- L'apothéose du Dollar : Dalí, R. M. Erasmy, 2004, 341 p. (ISBN 2-87956-005-5, BNF 39180728)
- Visions d'un monde nouveau, Erasmy, 2012, 415 p. (ISBN 2-87956-007-1, BNF 42660389)

### Thèmes
Depuis le début du XXIe siècle, les événements tragiques survenus à New York, à Bagdad et plus récemment en Afrique du Nord semblent confirmer le délire prophétique de Dalí. La terrible crise financière de 2008 renvoie aux projections de L'apothéose du Dollar. Les interprétations d'Erasmy cherchent une caution dans les réalités de l'histoire contemporaine. Dali aurait compris avant tout le monde que le destin de l'humanité allait basculer au début du troisième millénaire.

### Activités daliniennes
Erasmy est au cœur de projets événementiels autour de Dalí : 
- Le « Wagon de Dali » :  Roger Erasmy a retrouvé en 1986 le modèle ferroviaire reproduit par le peintre dans son tableau emblématique La Gare de Perpignan (1965). Réaménagé en galerie d'art itinérante, le fourgon dalinien a été présenté à partir de 1995 comme « plus petit espace surréaliste du monde » dans la ville touristique de Roses (Province de Gérone) sur la route du triangle dalinien Figueras-Cadaquès-Pubol[7]. En 2004, à l'occasion du Centenaire Dalí, le « Wagon de Dali » a servi à Perpignan comme support d'une manifestation commémorative animée par des artistes catalans[8]. Après un passage au Téléthon, le fourgon surréaliste est parti pour la Bavière en vue d'entamer dès 2005 une tournée[9], qui s'est terminée en décembre 2013 au Grand Palais des Champs-Élysées[10],[11].
- Les « Héritiers de Dali » : Au cours de ses conférences sur Salvador Dalí données à travers l'Europe, Erasmy a rencontré des dizaines de peintres spécialisés dans la pratique de l'art de l'imaginaire d'inspiration surréaliste. Marginalisés du fait de la suprématie de l'« art contemporain », ces artistes éparpillés ont du mal à s'affirmer face aux nouvelles tendances de la modernité. En juin 2004, Roger Erasmy a réuni dix peintres européens à Lyon pour présenter au Musée de la Résistance une exposition originale en « Hommage à Dalí ». Cette manifestation commémorative fut marquée par la signature de « L’Appel de Lyon », qui définissait les grandes lignes d'une campagne de reconquête du public des amateurs de beaux-arts sous l'appellation stratégique « Les Héritiers de Dalí »[12]. Depuis 2005, Roger Erasmy a organisé dans des lieux divers (Bruxelles, Barcelone, Paris, Vienne, Paris et la Bavière) des expositions fantastiques mobilisant un public exigeant. En 22 expositions européennes, le mouvement des « Héritiers de Dalí » a pu mettre en valeur une cinquantaine de peintres connus. La découverte au Mont-Dore du modèle de base du fameux « Livre de l'Apocalypse», créé entre 1958 et 1961 par Salvador Dali avec six autres artistes de renom, a incité Roger Erasmy à fonder en 2005 dans les Thermes historiques du Mont-Dore un ambitieux salon artistique réservé aux seuls peintres de l'imaginaire. Organisé avec le concours logistique de la station du Mont-Dore, cette manifestation populaire réunit chaque année en plein hiver jusque 7000 visiteurs dans un lieu situé à 1050 mètres[13]. La ville du Mont-Dore possède le numéro zéro du « Livre de l'Apocalypse », hérité de l'éditeur parisien Joseph Forêt, qui est originaire de la station auvergnate. Roger Erasmy l'a découvert en 2004 dans un hangar désaffecté dans un état d'abandon total. Dans le cadre des commémorations du Centenaire Dalí 2004, Roger Erasmy a réussi à convaincre la mairie de mettre sur pied un événement culturel de niveau international destiné à revaloriser les valeurs créatives du surréalisme. L'attribution du trophée « Apocalypse Dore » récompense tous les ans une œuvre majeure, réalisée sur un thème imposé par l'organisateur.